# Leite de ervilha
O leite de ervilha (também conhecido como bebida proteica de ervilha) é um tipo de leite vegetal. É feito usando proteína de ervilha extraída de ervilhas amarelas, geralmente em combinação com água, óleo de girassol, micronutrientes adicionados para fortificação de alimentos, espessantes e fosfatos. O leite de ervilha comercial geralmente vem nos sabores adoçado, sem açúcar, baunilha e chocolate. É comercializado como uma alternativa mais ecológica ao leite de amêndoa e uma alternativa não-OGM ao leite de soja. É um produto adequado para pessoas com alergia à soja.
Tal como outros leites vegetais, o leite de ervilha é considerado ambientalmente sustentável e requer menos água do que a produção de leite de vaca. Atualmente, há informações limitadas sobre as emissões totais de carbono e o consumo de água na produção de leite de ervilha pronto para beber. O leite de ervilha puro é descrito como tendo uma cor esbranquiçada, uma textura cremosa, e uma consistência espessa. O leite de ervilha sem açúcar, em particular, é conhecido por ter um sabor saboroso, "semelhante ao de ervilha".

## História
O leite de ervilha foi introduzido no mercado de retalho do Reino Unido pela marca Mighty Society, e na Austrália pelo Freedom Foods Group. Foi introduzido no Whole Foods Markets dos EUA em 2015 pela Ripple. Em 2018, o leite de ervilha estava disponível em mais de 10.000 lojas nos EUA. A grande empresa de produtos de consumo Nestlé lançou a sua própria versão da bebida, chamada Wunda, em 2021.

## Produção
O leite vegetal é feito através da trituração da fonte vegetal e da extração do líquido. O leite de ervilha na Austrália é feito por meio de um processo de imersão de ervilhas amarelas partidas e misturadas com água.
Os leites de ervilha são fortificados, o que pode incluir a adição de vários micronutrientes, como vitamina D2 e vitamina B12, ao leite durante a fabricação.
De acordo com pesquisas, o sabor das alternativas ao leite de origem vegetal pode ser melhorado pela fermentação e pode aumentar os níveis de vitamina B e proteína.

## Composição e valores nutricionais
Usando a IDR (Ingestão Diária de Referência) como medida, o leite de ervilha disponível comercialmente nos EUA contém 13% de potássio, 10% de vitamina A, 30% de vitamina D, 15% de ferro, juntamente com 4,5 gramas de gordura (de girassol ou outros óleos de sementes usados na fabricação) e fornece 70 kilocalorias (290 kJ) por 240 mililitros (sem açúcar, sabor original).
De acordo com a fortificação alimentar usada durante a fabricação, o leite de ervilha pode conter vários micronutrientes adicionados, como vitamina B3, B6, B12, cálcio e proteína. Alguns tipos de leite de ervilha contêm óleo de algas, que contém ácidos gordos ômega-3.

## Outros usos potenciais

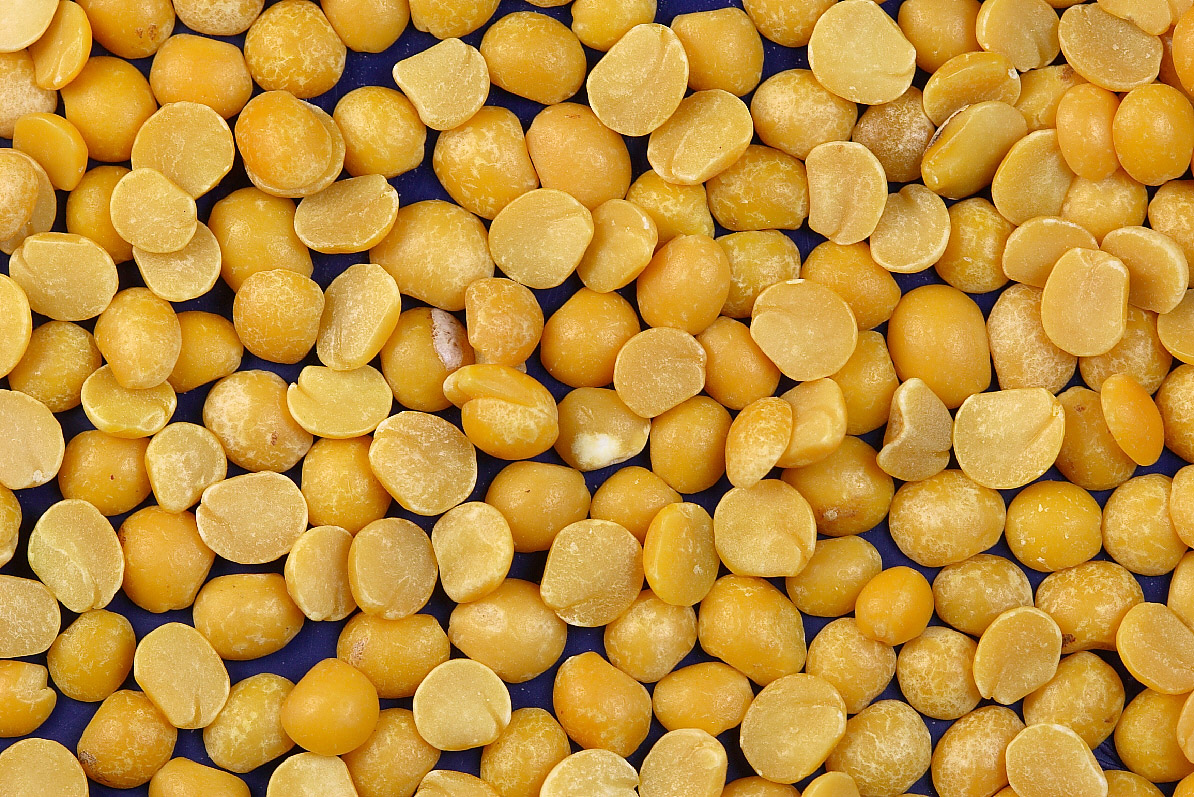
Ervilha amarela partida usada para produzir leite de ervilha.

Leite com proteínas de ervilha pode ser incluído em fórmulas infantis. Pós de proteína de ervilha foram desenvolvidos e estão a ser vendidos para atender à procura por dietas ricas em proteínas.

## Impacto ambiental
Como alternativa ao leite, o leite de ervilha tem despertado crescente interesse no mercado devido aos benefícios percebidos de ser ecologicamente sustentável. Requer 100 vezes menos água para ser produzido do que o leite de amêndoa e 25 vezes menos água do que o leite de vaca. Outra fonte afirmou que as culturas de ervilha requerem seis vezes menos água do que as culturas de amêndoa. O cultivo de ervilhas também resulta em níveis aumentados de nitrogénio no solo e não requer irrigação extensiva. No geral, a produção de ervilhas não requer o mesmo nível de água, fertilizantes de azoto e emissões de gases com efeito de estufa que a produção de leite de vaca.